# Jean-Baptiste Donnet
Pour les articles homonymes, voir Donnet.
Jean-Baptiste Donnet, né le 28 septembre 1923 à Pontgibaud (Puy-de-Dôme) et mort le 30 novembre 2014 à Sentheim (Haut-Rhin), est un chimiste français, pionnier dans le domaine de la chimie des surfaces du noir de carbone et le président fondateur de l'université de Haute-Alsace.
Il est le père du journaliste français Pierre-Antoine Donnet et de Anne-Michèle Donnet architecte et directrice de l'agence d'urbanisme Sud Bourgogne, ainsi que de Marie-Christine Donnet

## Biographie
Jean-Baptiste Donnet, de milieu modeste, a effectué sa scolarité secondaire par correspondance, tout en étant apprenti-artisan. Il obtient après la guerre une licence ès sciences et un diplôme d'ingénieur chimiste, puis en 1952 une thèse de doctorat d'État en sciences physiques de l'université de Strasbourg.
Sa carrière scientifique a commencé au CNRS à Strasbourg, puis à Mulhouse à partir de 1953. Il est un des créateurs en 1970 du centre universitaire de Mulhouse, devenu en 1975 l'université de Haute-Alsace.
Un institut de recherche portant son nom a été créé au sein de École nationale supérieure de chimie de Mulhouse en 2011.

## Carrière
- professeur à l'université de Haute-Alsace
- président de l'Association des anciens et amis du CNRS
- directeur de recherche au CNRS
- président de la Société française de chimie (1989-1994)
- président du Groupe français d'études et d'applications des polymères (1983-1985)
- président de l'université de Haute-Alsace (1977-1982)

## Distinctions
- Docteur honoris causa de l'université de Neuchâtel (1993)
- Docteur honoris causa de l'École polytechnique de Łódź (1989)
- Président d'honneur de l'université de Haute-Alsace
- Président d'honneur de la Société française de chimie
- Charles Goodyear Medal (en) (1998)
- Commandeur de la Légion d'honneur (décret du 19 avril 2000)[5]
- Commandeur de l'ordre national du Mérite[5]
- Commandeur des Palmes académiques[5]
- Croix du combattant volontaire de la Résistance[5]